# Turcie
Une turcie désigne une digue formée de bois et de terre, renforçant localement le cordon alluvial et reliant des buttes insubmersibles. Elle a pour fonction de protéger les terres de culture de l’érosion en ralentissant les courants.
Les traces les plus anciennes d’ouvrages de protection se retrouvent en Loire angevine. Elles remonteraient au VIIIe siècle.

## Étymologie
Dans le dictionnaire encyclopédique de Denis Diderot, l’origine du mot turcie viendrait du latin turgere, enfler, parce que l'effet de la turcie est d'empêcher le débordement des eaux enflées.
Roger Dion, qui cite Trévoux, en donne une définition affinée : « Il y a plus d’apparence que l’origine de ce terme est torchis et qu’il faudroit dire torsie ou torchis, dont par corruption on a fait turcie. Car ces levées se font ordinairement de claies et de terre ou de fagots entremêlés, comme les bâtiments de torchis ». 

## Structure
Les turcies sont un mélange de fascines en bois et en terre, consolidés par des batteries de pieux renforçant localement le cordon alluvial et reliant des buttes insubmersibles. On note par exemple, en 1440, que les paroissiens de Saint-Victor avaient besoin de « grant quantité de bois et de paulx » pour restaurer leur turcie.
Les levées sont quant à elles des remblais de terre.

## Fonction, construction et entretien
Ces premiers ouvrages ont pour fonction de ralentir les courants lors des inondations  et de protéger les terres de culture de l’érosion par les flots de la crue tout en provoquant le dépôt de limons. Ils ne sont pas destinés à contraindre les flots,.
À l’époque, les populations habitent sur des tertres et des hauteurs. Le val n’est utilisé qu’à des fins culturales. Les turcies sont ainsi réalisées par les populations locales. Les propriétaires, qui tirent leurs revenus de l’agriculture de la vallée, ont en charge leur entretien. 
Dans sa thèse parue en 1934, Roger Dion les distingue des « levées », destinées cette fois à contenir des crues de Loire beaucoup plus importantes. Ces ouvrages sont réalisés par les puissances locales : d’abord par les seigneurs angevins avec l’appui du pouvoir royal, puis par les cités ligériennes.
Au XVIIIe siècle, il existait des ingénieurs des turcies et levées de la Loire, comme Louis de Régemortes.